# KAC Kenitra
KAC Kenitra is een Marokkaanse voetbalclub gevestigd in Kenitra. De club werd in 1938 opgericht en is in haar historie viermaal landskampioen geworden op het hoogste niveau. Anno 2024 speelt de club in de Botola 3, het derde niveau van Marokko.

## Erelijst
- Botola Pro (4x)
  - Winnaar: 1960, 1973, 1981, 1982

- Botola 2 (2x)
  - Winnaar: 1976, 2002

- Moroccan Throne Cup (1x)
  - Winnaar: 1961